# Pohádkář
Pohádkář je český film režiséra Vladimíra Michálka z roku 2014. Jde o romantické drama podle scénáře Marka Epsteina. A také první český celovečerní film, v němž hrála Eva Herzigová.

## Výroba
Film se natáčel od druhé poloviny srpna 2013.

## Obsazení
| Jiří Macháček    | Marek Freubert |
| Anna Geislerová  | Dana           |
| Eva Herzigová    | Karla          |
| Matěj Hádek      | David Rott     |
| Anna Linhartová  | Lenka          |
| Mariana Kroftová | Zuzana         |
| Jiří Dvořák      | Michal         |
| Gabriela Míčová  | Tereza         |
| Lubomír Tichý    | Xavier Baumaxa |

## Návštěvnost
Film při své premiéře soupeřil s velkolepou americkou sci-fi Christophera Nolana Interstellar a ačkoli byl uveden jen v 73 kinech a za první víkend na něj přišlo 55 762 diváků, na tržbách vydělal 8,124 milionu korun, tedy víc než Interstellar (ten vydělal ve 107 kinech s 55 889 diváky 7,867 milionu korun).

## Ocenění
Matěj Hádek byl nominován na cenu za nejlepší mužský herecký výkon na Cenách české filmové kritiky i Českém lvu, ale nominace neproměnil. Na cenu Český lev byl film dále nominován v kategoriích nejlepší kamera, zvuk a hudba, nezískal ale žádnou.

## Recenze
- František Fuka, FFFilm: 60 % [4]
- Mirka Spáčilová, iDNES.cz: 45 % [5]